# Apathya yassujica
Espèce
Synonymes
- Lacerta yassujica Nilson, Rastegar-Pouyani, Rastegar-Pouyani & Andrén, 2003

Statut de conservation UICN

 LC  : Préoccupation mineure
Apathya yassujica est une espèce de sauriens de la famille des Lacertidae.

## Répartition
Cette espèce est endémique de la province de Kohkiluyeh et Buyer Ahmad dans les monts Zagros en Iran.

## Publication originale
- Nilson, Rastegar-Pouyani, Rastegar-Pouyani & Andrén, 2003 : Lacertas of south and central Zagros Mountains, Iran, with description of two new taxa. Russian Journal of Herpetology, vol. 10, n. 1, p. 11-24 (texte intégral).